# Pierre Rouve
Pour les articles homonymes, voir Rouve.
Pierre Rouve, de son vrai nom Peter Christoff Ouvaliev, est un producteur de cinéma et un scénariste britannique né le 12 janvier 1915 à Sofia (Bulgarie) et mort le 11 décembre 1998 à Londres (Angleterre).

## Biographie
Fils d'enseignants, Peter Christoff Ouvaliev fait des études primaires à Sofia, Rome, Venise et Paris.
De 1938 à 1946, il enseigne à l'Université de Sofia, et dans d'autres universités en Europe, en Amérique du Nord et au Mexique. En 1948 il quitte définitivement la Bulgarie et obtient la nationalité britannique.
Il a également écrit Turner - Etude de Structures, paru à Paris aux Éditions Siloé.

## Filmographie

### Comme scénariste
- 1960 : Mr. Topaze de Peter Sellers
- 1962 : Le Défenseur ingénu (The Dock Brief) de James Hill
- 1967 : L'Étranger dans la maison (en) (Stranger in the House) de Pierre Rouve
- 1968 : Diamonds for Breakfast de Christopher Morahan

### Comme producteur
- 1958 : Le Dilemme du docteur (The Doctor's Dilemma) d'Anthony Asquith
- 1959 : La nuit est mon ennemie (Libel) d'Anthony Asquith
- 1960 : Mr. Topaze de Peter Sellers
- 1960 : Les Dessous de la millionnaire (The Millionairess) d'Anthony Asquith
- 1966 : Blow-Up de Michelangelo Antonioni
- 1968 : Diamonds for Breakfast de Christopher Morahan

### Comme réalisateur
- 1967 : L'Étranger dans la maison (en) (Stranger in the House)